# Patriots of Micronesia
Patriots of Micronesia (en español: Patriotas de Micronesia) —a veces llamado Across all Micronesia (en español: Al otro lado de toda Micronesia)— es el himno nacional de los Estados Federados de Micronesia. Fue adoptado en 1991, reemplazando a Preamble, el primer himno nacional de Micronesia usado desde su independencia en 1979. La melodía está basada en la canción estudiantil alemana Ich hab' mich ergeben (uno de los himnos no oficiales de Alemania Occidental entre 1949 y 1952) y en la también estudiantil Wir hatten gebauet ein stattliches Haus (1819). Johannes Brahms utilizó la melodía en su composición Obertura del festival académico de 1880. Los misquitos de Nicaragua lo han adoptado como himno oficial.

## Letra
This here we are pledging,
with heart and with hand,
Full measure of devotion
to thee, our native land,
Full measure of devotion
to thee, our native land.
Now all join the chorus,
let union abide.
Across all Micronesia
join hands on every side,
Across all Micronesia
join hands on every side.
We all work together,
with hearts, voice and hand,
Till we have made these islands
another promised land,
Till we have made these islands
another promised land.

### En español
Aquí estamos prometiendo,
con el corazón y la mano,
Plenitud de la devoción
a ti, nuestra tierra natal,
Plenitud de la devoción
a ti, nuestra tierra natal.
Ahora todos se unen al coro,
que la unión permanece.
Al otro lado de toda Micronesia
unamos las manos por todos lados,
Al otro lado de toda Micronesia
unamos las manos por todos lados.
Todos trabajamos juntos,
con corazones, la voz y la mano,
Hasta hemos hecho estas islas
otra tierra prometida,
Hasta hemos hecho estas islas
otra tierra prometida.